# The Love Trail (film 1912)
The Love Trail è un cortometraggio muto del 1912. Il nome del regista non viene riportato nei credit. La Nestor Film Company avrebbe prodotto un altro The Love Trail nel 1913.

## Produzione
Il film fu prodotto da David Horsley per la sua casa di produzione, la Nestor Film Company.

## Distribuzione
Distribuito dalla Motion Picture Distributors and Sales Company, il film - un cortometraggio di una bobina - uscì nelle sale cinematografiche USA il 20 aprile 1912.